# Hilara woodiella
Hilara woodiella är en tvåvingeart som beskrevs av Chvala 1999. Hilara woodiella ingår i släktet Hilara och familjen dansflugor. Arten har ej påträffats i Sverige. Inga underarter finns listade i Catalogue of Life.